# Felipe de la Cruz
Felipe de la Cruz (Lisboa, segle XVII) fou un compositor de música portuguès.
Professà l'Orde de Sant Jaume i fou mestre de capella de la Misericòrdia de Lisboa, figurà en la capella reial de Madrid, durant el regnat de Felip IV, i dirigí la de Joan IV de Portugal.
Deixà diverses misses, motets i villancets.